# Pulgaon
Pulgaon é uma cidade  no distrito de Wardha, no estado indiano de Maharashtra.

## Geografia
Pulgaon está localizada a 20° 44′ N, 78° 20′ L. Tem uma altitude média de 285 metros (935 pés).

## Demografia
Segundo o censo de 2001, Pulgaon tinha uma população de 36,506 habitantes. Os indivíduos do sexo masculino constituem 52% da população e os do sexo feminino 48%. Pulgaon tem uma taxa de literacia de 80%, superior à média nacional de 59.5%: a literacia no sexo masculino é de 85% e no sexo feminino é de 75%. Em Pulgaon, 10% da população está abaixo dos 6 anos de idade.